# Brändaholm

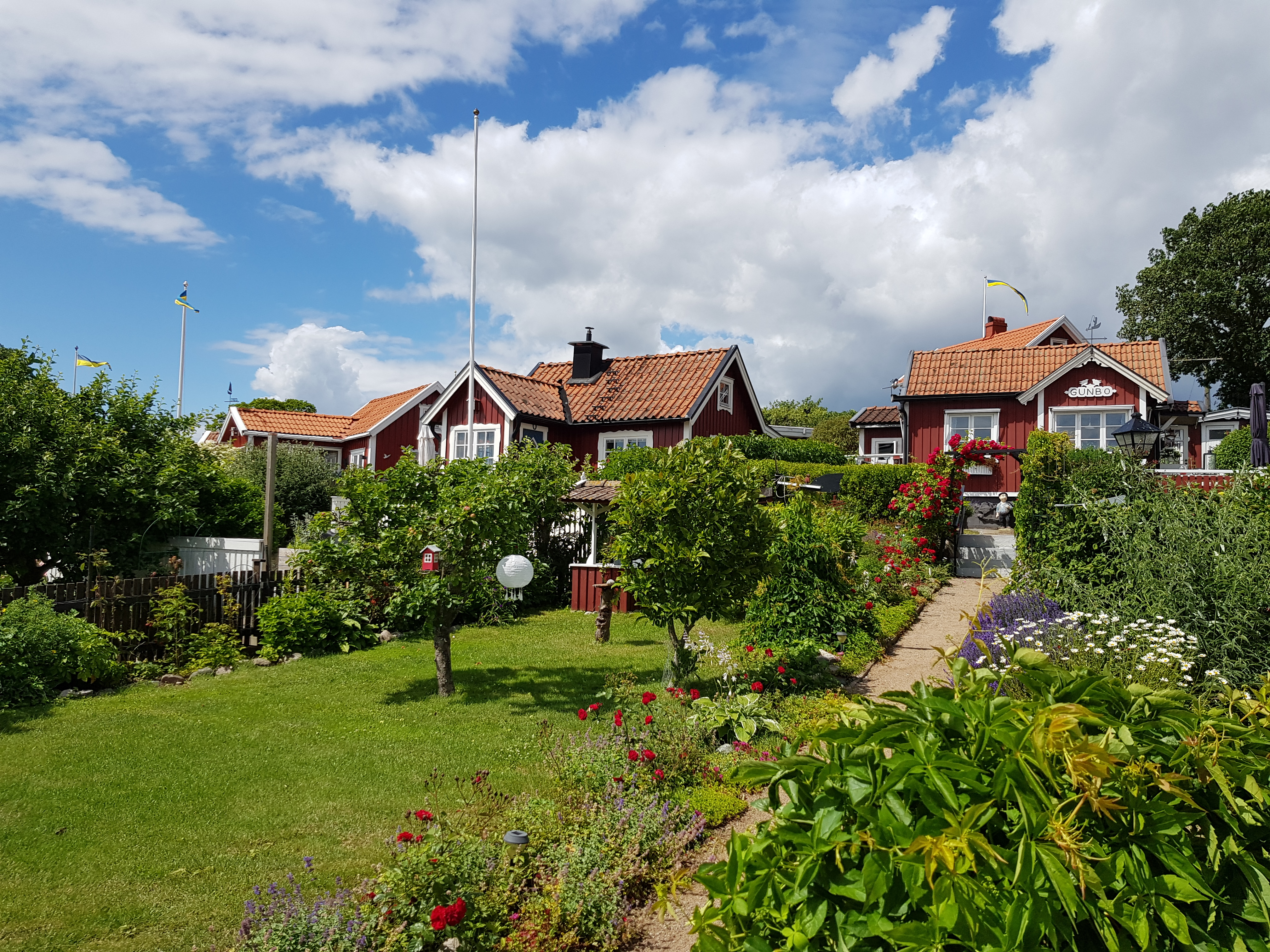
Kolonistugor på Brändaholm.

Brändaholm är en liten udde med ett koloniområde på Dragsö utanför Karlskrona. Trots storleken rymmer Brändaholm förhållandevis många röda små kolonistugor med vita knutar, 45 stycken, och från Borgmästarekajen på andra sidan Borgmästarefjärden ser stugorna nästan ut att ligga på varandra.
Den första stugan uppfördes på 1920-talet i en protest mot stadens beslut om trädplantering på platsen.
Det är sällan en stuga på Brändaholm säljs på den öppna marknaden, oftast går de i arv eller säljs privat. För att äga en stuga på Brändaholm krävs att man är mantalsskriven i Karlskrona kommun.[källa behövs]